# Battaglia di Caiazzo
Combattuta dal 19 al 21 settembre 1860 durante la Spedizione dei Mille, la battaglia di Caiazzo fu teatro dell'unica grave sconfitta subita nel corso della campagna dalle Camicie rosse contro le truppe borboniche.
Giovan Battista Cattabeni, che era stato ferito, fu fatto prigioniero.